# Paolo Bacigalupi
Paolo Bacigalupi   (Paonia, 6 d'agost de 1972) és un escriptor de ciència-ficció i fantasia estatunidenc. Ha rebut diversos premis Hugo, Nébula, Compton Crook, Theodore Sturgeon i Michael L. Printz. La seva primera novel·la, The Windup Girl (traduïda al castellà com La chica mecánica) es va publicar el 2009 i va guanyar els premis Hugo, Nébula i John W. Campbell Memorial l'any següent.
Va néixer a Colorado Springs. Es va graduar en estudis asiàtics i va viure a la Xina una temporada per aprendre l'idioma.

## Obres publicades

### Novel·les
- The Windup Girl (Night Shade Books, 2009)
- Ship Breaker (Little, Brown and Company, 2010)
- The Drowned Cities (Little, Brown and Company, 2012)
- Zombie Baseball Beatdown (2013)
- The Doubt Factory (2014)
- The Water Knife (2015)
- Tool of War (2017)
- The Tangled lands, with Tobias S. Buckwell (2018, Saga Press)

### Antologies
- Bacigalupi, Paolo (2008). Pump Six and other stories. Night Shade Books.

### Novel·les curtes
- The Alchemist (Subterranean Press, 2011) with J. K. Drummond

### Contes
- "Pocketful of Dharma" (1999)
- "The Fluted Girl" (2003)
- "The People of Sand and Slag" (2004)
- "The Pasho" (2004)
- "The Calorie Man" (2005)
- "The Tamarisk Hunter" (2006)
- "Pop Squad" (2006)
- "Yellow Card Man" (2006)
- "Softer" (2007)
- "Small Offerings" (2007)
- "Pump Six" (2008)
- "The Gambler"